# Höhere Lehranstalt für Umwelt und Wirtschaft Yspertal
Die Höhere Lehranstalt für Umwelt und Wirtschaft Yspertal ist eine Berufsbildende höhere Schule des Zisterzienserstiftes Zwettl im niederösterreichischen Ort Yspertal.

## Geschichte
Die Schule wurde um 1990 mit den Ausbildungsrichtungen Umwelt und Wirtschaft – in dieser Kombination ein Unikat in Österreich – gegründet. Um 2010 wurde eine zweite Ausbildungsrichtung mit Gewässermanagement begonnen. Die Schule hat auch ein kleines Forschungszentrum und analysiert Trinkwasser, Abwasser, Schlamm, Boden und Luft.

## Schulpartnerschaften
Die Schule unterhält Partnerschaften mit drei Schulen, mit dem Tokaji-Ferenc-Gymnasium, einer Fachmittelschule für Pädagogik, Umweltschutz und Umweltwirtschaft in Tokaj in Ungarn, mit dem Szybiński-Gymnasium in Cieszyn in Polen und mit der Fachschule für Umweltschutz und Umweltbildung in Veselí nad Lužnicí in Tschechien.

## Auszeichnungen
- 2013: Österreichischer Klimaschutzpreis[1]
- 2015: Energy Globe Award, Kategorie Jugend[2][3][4]

## Leitung
- 1990–2014 Johann Zechner[5]
- seit 2015 Gerhard Hackl